# Start.bg
Start.bg е български уебсайт и е категоризиран като най-големия български сайт-каталог. Собственост е на „Инвестор.БГ“ АД. Мотото на сайта е „Стартирай в мрежата“.

## История
Страницата стартира дейността си през април 2004 г. В началото са създадени стотици страници в определени категории, които съдържат връзки към други уеб сайтове. През 2013 година броят на страниците достига приблизително 2300 страници, с над 370 000 връзки към други уеб страници.
Start.bg става един от най-посещаваните сайтове в България.

## Структура
За удобство на потребителите са предложени 3 различни метода на групиране на подстраниците:
- Тематичен каталог – в 22 основни категории, всяка от които се състои от няколко по-конкретни подкатегории са подредени тематично всички страници на Start.bg[2]
- Азбучен каталог – съдържа всички теми на Start.bg, подредени по азбучен ред[2]
- Регионален каталог – съдържа темите, свързани с градове и държави, подредени по географско местоположение[2]